# Станчев, Христо
Хри́сто Ста́нчев (болг. Христо Станчев / Christo Stanchev; 1 июля 1870, с. Аджар, Пловдивский округ, Болгария — 4 июня 1950, София, Османская Болгария), болгарский художник конца XIX — первой половины XX века, график, воспринявший демократические традиции национальной культуры. Показывал быт болгарского крестьянства, писал сцены труда. Мастер проникновенного пейзажа настроения.

## Биография
Христо Станчев родился в 1870 году в селе Аджар (ныне Свежен) в окрестностях Карлова, Пловдивского округа (Османская Болгария).
Учился в Пловдиве у А. Митова, в Вене и Мюнхене (1893—1896). Станчев — создатель демократических, реалистических жанровых картин, а также портретов, пейзажей, преимущественно с мотивами природы Фракии, натюрмортов. Он также автор иллюстраций (например, к сборнику стихов П. Яворова «Бессонницы» и др.). Главная работа — картина «На ниве» (1936)— выдающееся произведение критического реализма в болгарском искусстве. Станчев принял активное участие в строительство культуры Народной Республики Болгарии, олицетворяя своим творчеством связь современного искусства с национальными реалистическими традициями. В 1950 был удостоен Димитровской премии .

## Изображения в сети
- Зимний пейзаж, 1910 Холст, масло 31,5 × 47.5 см.
- Весна, 1922 Холст, масло 50 × 51 см. Национальная художественная галерея Болгарии, София.
- «На нивата» (На ниве), 1937 Холст, масло 100 × 112 см. Национальная художественная галерея Болгарии, София.
- Весенний натюрморт. 1939 Холст, масло 42,5 × 61 см.